# Altella media
Altella media là một loài nhện trong họ Dictynidae.
Loài này thuộc chi Altella. Altella media được Jörg Wunderlich miêu tả năm 1992.